# Emil Handschin
Emil Handschin   (Crans-Montana, 19 de març de 1928 - Basilea, 27 de maig de 1990) va ser un jugador d'hoquei sobre gel suís que va competir entre finals de la dècada de 1940 i començaments de la de 1960.
El 1948 va prendre part en els Jocs Olímpics de Sankt Moritz, on guanyà la medalla de bronze en la competició d'hoquei sobre gel. Quatre anys més tard, als Jocs d'Oslo, fou cinquè en la mateixa competició. El 1956, a Cortina d'Ampezzo, va disputar els seus tercers i darrers Jocs, sent novè en la competició d'hoquei sobre gel. En el seu palmarès també destaquen tres medalles de bronze al Campionat del Món d'hoquei gel, el 1950, 1951 i 1953.
A nivell de clubs jugà al SC Bern (1945), HC Davos (1945-1946) i EHC Basel (1946-1961).